# Comuna de Słupno
Słupno (polaco: Gmina Słupno) é uma gminy (comuna) na Polónia, na voivodia de Mazóvia e no condado de Płocki.
De acordo com os censos de 2006, a comuna tem 5397 habitantes, com uma densidade 66,8 hab/km².

## Área
Estende-se por uma área de 74,71 km², incluindo:
- área agrícola: 68%
- área florestal: 15%

## Demografia
Dados de 30 de Junho 2004:
|                      | Total   | Total | Mulheres | Mulheres | Homens  | Homens |
| -------------------- | ------- | ----- | -------- | -------- | ------- | ------ |
|                      | pessoas | %     | pessoas  | %        | pessoas | %      |
| População            | 4991    | 100   | 2496     | 50       | 2495    | 50     |
| Densidade (pop./km²) | 66,8    | 100   | 33,4     | 33,4     | 33,4    | 33,4   |

De acordo com dados de 2002, o rendimento médio per capita ascendia a 2000,77 zł.

## Comunas vizinhas
Gmina, leżąca na Wysoczyźnie Płockiej, graniczy od zachodu z miastem Płock, a granicę południową stanowi Wisła. Graniczy również z gminami Bodzanów, Gąbin, Radzanowo, Słubice.